# Драгомирчаны
Драгомирчаны (укр. Драгомирчани) — село в Ивано-Франковской городской общине Ивано-Франковского района Ивано-Франковской области Украины.
Население составляло 1950 человек. Занимает площадь 8,52 км². Почтовый индекс — 77454. Телефонный код — 03436.

## Известные люди
- Стефан (Левинский) униатский епископ, родился в селе